# Формига (микрорегион)

Формига на карте.

Формига (порт. Microrregião de Formiga) — микрорегион в Бразилии, входит в штат Минас-Жерайс. Составная часть мезорегиона Запад штата Минас-Жерайс. Население составляет 	152 171	 человек (на 2010 год). Площадь — 	4561,171	 км². Плотность населения — 	33,36	 чел./км².

## Демография
Согласно сведениям, собранным в ходе переписи 2010 г. Национальным институтом географии и статистики (IBGE), население микрорегиона составляет:						
| Полное население                             | Полное население                             | Полное население                             | Полное население                             | 152 171 |
| -------------------------------------------- | -------------------------------------------- | -------------------------------------------- | -------------------------------------------- | ------- |
| в том числе:                                 | Городское население                          | 131 445                                      | Процент городского населения, %              | 86,38   |
|                                              | Сельское население                           | 20 726                                       | Процент сельского населения, %               | 13,62   |
|                                              | Мужское население                            | 75 852                                       | Процент мужского населения, %                | 49,85   |
|                                              | Женское население                            | 76 319                                       | Процент женского населения, %                | 50,15   |
| Плотность населения, чел/км²                 | Плотность населения, чел/км²                 | Плотность населения, чел/км²                 | Плотность населения, чел/км²                 | 33,36   |
| Население микрорегиона в % к населению штата | Население микрорегиона в % к населению штата | Население микрорегиона в % к населению штата | Население микрорегиона в % к населению штата | 0,78    |

## Статистика
- Валовой внутренний продукт на 2003 год составляет 942 471 207,00 реалов (данные: Бразильский институт географии и статистики).
- Валовой внутренний продукт на душу населения на 2003 год составляет 6325,63 реалов (данные: Бразильский институт географии и статистики).
- Индекс развития человеческого потенциала на 2000 год составляет 0,785 (данные: Программа развития ООН).

## Состав микрорегиона
В составе микрорегиона включены следующие муниципалитеты:
1. Аркус
2. Камашу
3. Коррегу-Фунду
4. Формига
5. Итапесерика
6. Пайнс
7. Педра-ду-Индая
8. Пимента